# HNLMS Van Speijk (F828)
Pour les autres navires du même nom, voir HNLMS Van Speijk.
Le HNLMS Van Speijk (F828) (en néerlandais : Zr. Ms. Van Speijk) est une frégate de la classe Karel Doorman en service dans la marine royale néerlandaise.

## Historique
Sa quille est posée au chantier naval Schelde Naval Shipbuilding de Flessingue le 1er octobre 1991, il est lancé le 26 mars 1994 et mis en service le 7 septembre 1995.
Le 22 décembre 2017, alors qu'il est stationné dans les Pays-Bas caribéens, le Van Speijk intercepte des trafiquants de drogue tentant de faire entrer clandestinement 500 kg de cocaïne. La veille du Nouvel An 2017-2018, le Van Speijk intercepta 1 600 kg de cocaïne lors d'une opération dans la région des Caraïbes.
Le Van Speijk est provisoirement retiré du service à partir de l'été 2021 en raison d'un manque de personnel.
Construites dans les années 1990, les frégates de classe Karel Doorman sont vieillissantes. Dans le cadre d'un accord inter-gouvernemental avec les Pays-Bas, il est prévu de les remplacer par deux frégates de guerre anti-sous-marine. Les Pays-Bas sont chargés du projet et la mise en service est prévue pour 2029. 
Le projet porte le nom d'Anti-Submarine Warfare Frigate (en). Le premier bateau devrait être livré en 2029 pour les Pays-Bas et 2030 pour la Belgique.